# Предельное состояние
Предельное состояние — состояние конструкции (сооружения), при котором она перестаёт удовлетворять эксплуатационным требованиям, то есть либо теряет способность сопротивляться внешним воздействиям, либо получает недопустимую деформацию или местное повреждение. Дальнейшая эксплуатация такой конструкции недопустима или нецелесообразна.

## Группы
Предельные состояния сооружений по степени возможных последствий подразделяют следующим образом:
- первая группа — состояния, при которых происходит исчерпание несущей способности (прочность, устойчивость или выносливость) сооружений при соответствующих комбинациях нагрузок[6], которые могут также сопровождаться разрушениями любого вида (вязкое, усталостное, хрупкое), превращением системы в механизм, образованием трещин, цепи пластических шарниров и др.[4]
- вторая группа — состояния, при которых нарушается нормальная эксплуатация сооружений или исчерпывается ресурс их долговечности вследствие появления недопустимых деформаций, колебаний и иных нарушений, требующих временной приостановки эксплуатации сооружения и выполнения его ремонта[4].

Выделяют также следующие группы предельных состояний:
- аварийное предельное состояние, соответствующее разрушению сооружений при аварийных воздействиях и ситуациях с катастрофическими последствиями;
- устанавливаемые в нормах или заданиях на проектирование другие предельные состояния, затрудняющие нормальную эксплуатацию строительных объектов.

## Метод предельных состояний
Метод предельных состояний — современный метод расчёта строительных конструкций, относящийся к полувероятностным методам.
В соответствии с методом расчёта по предельным состояниям вместо ранее применявшегося единого коэффициента запаса прочности (по методу допускаемых напряжений) используется несколько, учитывающих особенности работы сооружения, независимых коэффициентов, каждый из которых имеет определённый вклад в обеспечение надёжности конструкции и гарантии от возникновения предельного состояния.
Метод предельных состояний, разработанный в СССР и основанный на исследованиях под руководством профессора Н. С. Стрелецкого, введён строительными нормами и правилами в 1955 году и в Российской Федерации является основным методом при расчёте строительных конструкций.
Этот метод характеризуется полнотой оценки несущей способности и надёжности конструкций благодаря учёту:
- вероятностных свойств действующих на конструкции нагрузок и сопротивлений этим нагрузкам;
- особенностей работы отдельных видов конструкций;
- пластических свойств материалов.

Расчёт конструкции по методу предельных состояний должен гарантировать не наступление предельного состояния.
С 1955 г. расчёты строительных конструкций выполняются по методу предельных состояний. Предельными называют состояния, при которых конструкция, здание или сооружение перестаёт удовлетворять заданным требованиям в процессе возведения и/или эксплуатации. Ни один проект конструкций, зданий и сооружений в Советском Союзе, далее в Российской Федерации, не осуществлялся на практике без расчетов по методу предельных состояний.
Различают две группы предельных состояний.
Первая группа характеризуется потерей устойчивости и полной непригодностью к дальнейшей эксплуатации. Этот расчёт позволяет предотвратить: 1) хрупкое, вязкое, усталостное или иное разрушение (расчёт по прочности); 2) потерю устойчивости положения конструкции (расчёт на опрокидывание или скольжение); 3) потерю устойчивости формы (расчёт на общую или местную устойчивость тонкостенных элементов) и др.
Вторая группа предельных состояний характеризуется наличием признаков, при которых эксплуатация конструкции или сооружения хотя и затруднена, но полностью не исключается, т. е. она непригодна к нормальной эксплуатации. Расчёты по этой группе предельных состояний должны предотвратить чрезмерные перемещения (прогибы, осадки, углы поворотов, амплитуды колебаний), а также образование или чрезмерное раскрытие трещин в железобетонных конструкциях.
Наступление того или иного предельного состояния зависит от величины внешних нагрузок и воздействий, физико-механических характеристик материалов, условий работы конструкций и их элементов. Но все эти факторы обладают определённой изменчивостью и могут отличаться от установленных строительными нормами и правилами. Поэтому в расчётах по методу предельных состояний разработана и применяется система поправочных коэффициентов.